# Бузинова вулиця (Київ)
Бузино́ва ву́лиця — вулиця в Дарницькому районі міста Києва, селище Бортничі. Пролягає від Польової вулиці до кінця забудови. 

## Історія
Вулиця виникла в середині 2000-х років. Назва — з 2010 року.